# Singly na prvním místě v roce 1991 (USA)
Jedničky americké hitparády Hot 100 za rok 1991 podle časopisu Billboard.
| Datum vydání | Skladba                                    | Interpret                                             |
| 5. leden     | Justify My Love                            | Madonna                                               |
| 12. leden    | Justify My Love                            | Madonna                                               |
| 19. leden    | Love Will Never Do (Without You)           | Janet Jacksonová                                      |
| 26. leden    | The First Time                             | Surface                                               |
| 2. únor      | The First Time                             | Surface                                               |
| 9. únor      | Gonna Make You Sweat (Everybody Dance Now) | C&C Music Factory feat. Freedom Williams              |
| 16. únor     | Gonna Make You Sweat (Everybody Dance Now) | C&C Music Factory featuring Freedom Williams          |
| 23. únor     | All the Man That I Need                    | Whitney Houston                                       |
| 2. březen    | All the Man That I Need                    | Whitney Houston                                       |
| 9. březen    | Someday                                    | Mariah Carey                                          |
| 16. březen   | Someday                                    | Mariah Carey                                          |
| 23. březen   | One More Try                               | Timmy T                                               |
| 30. březen   | Coming Out of the Dark                     | Gloria Estefan                                        |
| 6. duben     | Coming Out of the Dark                     | Gloria Estefan                                        |
| 13. duben    | I've Been Thinking About You               | Londonbeat                                            |
| 20. duben    | You're in Love                             | Wilson Phillips                                       |
| 27. duben    | Baby Baby                                  | Amy Grant                                             |
| 5. květen    | Baby Baby                                  | Amy Grant                                             |
| 11. květen   | Joyride                                    | Roxette                                               |
| 18. květen   | I Like the Way (The Kissing Game)          | Hi-Five                                               |
| 25. květen   | I Don't Wanna Cry                          | Mariah Carey                                          |
| 1. červen    | I Don't Wanna Cry                          | Mariah Carey                                          |
| 8. červen    | More Than Words                            | Extreme                                               |
| 15. červen   | Rush Rush                                  | Paula Abdul                                           |
| 22. červen   | Rush Rush                                  | Paula Abdul                                           |
| 29. červen   | Rush Rush                                  | Paula Abdul                                           |
| 6. červenec  | Rush Rush                                  | Paula Abdul                                           |
| 13. červenec | Rush Rush                                  | Paula Abdul                                           |
| 20. červenec | Unbelievable                               | EMF                                                   |
| 27. červenec | (Everything I Do) I Do It for You          | Bryan Adams                                           |
| 3. srpen     | (Everything I Do) I Do It for You          | Bryan Adams                                           |
| 10. srpen    | (Everything I Do) I Do It for You          | Bryan Adams                                           |
| 17. srpen    | (Everything I Do) I Do It for You          | Bryan Adams                                           |
| 24. srpen    | (Everything I Do) I Do It for You          | Bryan Adams                                           |
| 31. srpen    | (Everything I Do) I Do It for You          | Bryan Adams                                           |
| 7. září      | (Everything I Do) I Do It for You          | Bryan Adams                                           |
| 14. září     | The Promise of a New Day                   | Paula Abdul                                           |
| 21. září     | I Adore Mi Amor                            | Color Me Badd                                         |
| 28. září     | I Adore Mi Amor                            | Color Me Badd                                         |
| 5. říjen     | Good Vibrations                            | Marky Mark and the Funky Bunch feat.Loleatta Holloway |
| 12. říjen    | Emotions                                   | Mariah Carey                                          |
| 19. říjen    | Emotions                                   | Mariah Carey                                          |
| 26. říjen    | Emotions                                   | Mariah Carey                                          |
| 2. listopad  | Romantic                                   | Karyn White                                           |
| 9. listopad  | Cream                                      | Prince feat. New Power Generation                     |
| 16. listopad | Cream                                      | Prince and the New Power Generation                   |
| 23. listopad | When a Man Loves a Woman                   | Michael Bolton                                        |
| 30. listopad | Set Adrift on Memory Bliss                 | P.M. Dawn                                             |
| 7. prosinec  | Black or White                             | Michael Jackson                                       |
| 14. prosinec | Black or White                             | Michael Jackson                                       |
| 21. prosinec | Black or White                             | Michael Jackson                                       |
| 28. prosinec | Black or White                             | Michael Jackson                                       |